# I, I
I, I (titolo stilizzato i,i e pronunciato come I and I) è il quarto album in studio del gruppo musicale statunitense Bon Iver, pubblicato il 9 agosto 2019.

## Tracce
1. Yi – 0:31
2. iMi – 3:16
3. We – 2:22
4. Holyfields, – 3:07
5. Hey, Ma – 3:36
6. U (Man Like) – 2:25
7. Naeem – 4:22
8. Jelmore – 2:30
9. Faith – 3:37
10. Marion – 2:21
11. Salem – 3:44
12. Sh'Diah – 4:11
13. RABi – 3:32